# Totka Petrowa
Totka Nikołaewa Petrowa (bułg. Tотка Николаева Петрова, ur. 17 grudnia 1956 w Jambole) – bułgarska lekkoatletka, biegaczka średniodystansowa, medalistka mistrzostw Europy w 1978.

## Kariera sportowa
Zdobyła srebrny medal w biegu na 800 metrów na halowych mistrzostwach Europy w 1977 w San Sebastián, przegrywając tylko z Jane Colebrook z Wielkiej Brytanii, a wyprzedzając Elżbietę Katolik z Polski. Zwyciężyła w biegu na 800 metrów i biegu na 1500 metrów na uniwersjadzie w 1977 w Sofii. Zajęła 2. miejsce w biegu na 800 metrów w finale pucharu Europy w 1977 w Helsinkach, a następnie zwyciężyła na tym dystansie w zawodach pucharu świata w 1977 w Düsseldorfie. Została uznana za najlepszego sportowca Bułgarii w 1977.
Ponownie została srebrną medalistką w biegu na 800 metrów na halowych mistrzostwach Europy w 1978 w Mediolanie, ulegając jedynie Ulrike Bruns z Niemieckiej Republiki Demokratycznej, a wyprzedzając Marianę Suman z Rumunii. Na mistrzostwach Europy w 1978 w Pradze zdobyła brązowy medal w biegu na 1500 metrów, za Gianą Romanową ze Związku Radzieckiego i Natalią Mărășescu z Rumunii, a w biegu na 800 metrów zajęła 4. miejsce. Zwyciężyła w biegu na 1500 metrów w finale pucharu Europy w 1979 w Turynie. Zajęła 1. miejsce na tym dystansie w zawodach pucharu świata w 1979 w Montrealu, lecz następnie została zdyskwalifikowana po wykryciu stosowania przez nią dopingu na mistrzostwach krajów bałkańskich w sierpniu tego roku.
Odpadła w półfinale biegu na 800 metrów i eliminacjach biegu na 1500 metrów na igrzyskach olimpijskich w 1980 w Moskwie. Zajęła 9. miejsce w biegu na 1500 metrów na halowych mistrzostwach Europy w 1982 w Mediolanie. Na mistrzostwach Europy w 1978 w Atenach odpadła w półfinale biegu na 800 metrów, a na pierwszych mistrzostwach świata w 1983 w Helsinkach odpadła w półfinale biegu na 800 metrów i eliminacjach biegu na 1500 metrów. Zajęła 3. miejsce w biegu na 1500 metrów w finale pucharu Europy w 1983 w Londynie.
Petrowa była mistrzynią Bułgarii w biegu na 400 metrów w 1978, w biegu na 800 metrów w 1977, 1978 i 1983 oraz w biegu na 1500 metrów w 1977, 1979 i 1983, a także halową mistrzynią swego kraju w biegu na 800 metrów w 1977 i 1978 oraz w biegu na 1500 metrów w 1983.
Ustanowiła rekord Bułgarii w biegu na 400 metrów czasem 51,82 s, uzyskanym 19 sierpnia 1978 w Sofii. Dwukrotnie poprawiała rekord swego kraju w biegu na 1500 metrów do rezultatu 3:57,4, osiągniętego 11 sierpnia 1979 w Atenach oraz jeden raz w sztafecie 4 × 400 metrów wynikiem 3:27,9 (30 czerwca 1979 w Sofii). Jest aktualną (maj 2021) rekordzistką Bułgarii w biegu na 1500 metrów, a także w biegu na 1000 metrów (2:33,0, 13 sierpnia 1978 w Sofii). Rekord życiowy Petrowej w biegu na 400 metrów został ustanowiony 19 sierpnia 1978 w Sofii i wynosił 51,82 s, a w biegu na 800 metrów 1:56,59 (31 sierpnia 1978 w Pradze).